# مرتفعات سانتا آنا (كاليفورنيا)
مُرتَفَعَات سَانتَا آنَا (بالإنجليزية: Santa Ana Heights)‏ هو حيّ سكني ضِمنِ التقسيمات الإدارية لمَدينة سانتا آنا بمِنطَقَة أورانج وهي جُزء مِن مِنطَقَة لُوس آنجلِوس الكُبرى في وِلاية كالِيفُورنِيا الأمريكِيّة. توجد مُرتَفعات سانتا آنا في أعلى الشّمال من شواطِئ خلِيجُ نيوبورت (المَرفأ الجديد). وهي المنطقة بين ممرّ ميسا وممرّ الجامِعةُ في الجَنُوب، وطريقٌ جادّة نيوبورت وشارِعٌ سانتا آنا في الغرب، ومطار جُون واين وشَارِعٌ برستُل في الشّمالِ، وجامعة كالِيفُورنِيا إرفاين وشارِعٌ بريش في الشّرقُ. ومِن خِلال جُغرافِيّة المَكان المُرتفع فوق مُستوى سطح البحر جَاءت تسمية الحيّ بَعْد أن أضِيف إلى اسم المَدينة التي تنتمى إليها، فأصبحت تُعرّف بمُرتَفعات سانتا آنا.

## اُنظُر أيضاً
- سانتا آنا (كاليفورنيا).
- قائمة مدن وبلدات كاليفورنيا.

## وُصلَات خارِجِيَّة
- الصّفحة الرّسميّة لمُرتفعات سانتا آنا (باللُّغة الإنجليزية).